# Санкара, Беневенде Станислас
Беневенде Станислас Санкара (фр. Bénéwendé Stanislas Sankara; род. 23 февраля 1959, Уагадугу) — буркинийский политический деятель. Основатель и председатель партии «Союз для возрождения/Санкаристское движение» (UNIR/MS).

## Биография
Родился в посёлке Тэссине. В ноябре 2000 года основал партию UNIR/MS и стал одним из трёх кандидатов, избранных в Национальную ассамблею Буркина-Фасо на парламентских выборах 2002 года. В Национальной ассамблее был избран в Панафриканский парламент. В июне 2005 года покинул Национальную ассамблею и Панафриканский парламент, чтобы сосредоточиться на выдвижении своей кандидатуры на президентских выборах. Будучи кандидатом от партии UNIR/MS на президентских выборах, состоявшихся 13 ноября 2005 года, занял второе место из 13 кандидатов, получив 4,88 % голосов. Действующий президент Буркина-Фасо Блез Компаоре победил на этих выборах, набрав подавляющее большинство голосов.
В мае 2007 года на парламентских выборах был вновь избран в Национальную ассамблею. Стал одним из четырёх кандидатов от партии (UNIR/MS), прошедших в Национальную ассамблею.
В конце июля 2009 года, реагируя на шаги по изменению конституции страны с целью снятия ограничения на количество президентских сроков, Беневенде Станислас Санкара заявил, что неприемлемо изменение конституции таким образом, чтобы президент Блез Компаоре мог «провести у власти всю свою жизнь».
В ноябре 2010 года выдвинул свою кандидатуру на президентских выборах и снова баллотировался на всеобщих выборах в ноябре 2015 года (занял 4-е место, набрав 2,77 % голосов) на должность после отстранения от президента Блеза Компаоре. В 2015 году был избран в Национальную ассамблею в качестве кандидата от партии (UNIR/MS), а 12 января 2016 года стал первым вице-председателем Национальной ассамблеи.